# Euophrys alabardata
Euophrys alabardata es una especie de araña saltarina del género Euophrys, familia Salticidae. Fue descrita científicamente por Caporiacco en 1947.
Habita en Etiopía.